# Ваздухопловна једрилица
Ваздухопловне једрилице су безмоторни ваздухоплови непокретних крила, тежи од ваздуха.
У ваздуху се одржава аеродинамичким узгоном крила, као авион, па је обликом слична авиону. Пошто нема сопственог погона, мора бити спољном силом потиснута или доведена на неку висину прије почетка лета. У мирној атмосфери стално губи на висини — понире, клизи или планира, кориштењем своје потенцијалне енергије. Ако је ваздух турбулентан и има успона струјања већа од брзине пропадања, једрилица може и да добија на висини.
Једрилице служе за обуку пилота, спортско летење, транспорт и научна истраживања.

## Врсте једрилица и подјела
С обзиром на намјену постоје разне подјеле, типично на спортске, транспортне и специјалне, за цивилну и војну употребу. По мјесту спуштања су копнене или хидроједрилице. По броју сједишта могу бити једносједи, двосједи и вишесједи. По монтажи мотора могу бити обичне (безмоторне) и моторне једрилице.

### Спортске једрилице
Ова врста служи за обуку (тренажу) једриличара и разна спортска такмичења. Због постепеног обучавања постоји више класа: почетничке ј., тренажне ј., и ј. високих способности.
Почетничке се могу подијелити на клизаче и школске једрилице. Клизач је врло једноставне конструкције и лак за самоградњу. Крила и реп су монтирани на основну решеткасту конструкцију, која има полетно-слетну скију и сједиште на предњем дијелу. Материјал укључује дрво, челичне цијеви, жицу, лим и платно. Полијетање је често вршено повлачењем низ падину помоћу гуменог ужета.
Послије основне обуке на клизачу, обично се прелази на школску ј. бољих особина, која се лансира као клизач или са моторним витлом. У СФРЈ типична школско-тренажна ј. је била Либис-17 са распоном 17 метара, финесе 26.7 и угла понирања 27:1 при брзини 93.5 km/h. Полијетала је помоћу витла или вучом авионом.

### Тренажне једрилице
Намијењене су обуци једриличара и спортским такмичењима у разним дисциплинама. Обично је једносјед, елегантних линија. Представници ове класе у СФРЈ су биле Либис-18, Делфин и Цирус ХС-26. Конструкција је од дрвета, платна, алуминијума, или пластичних маса.

### Једрилице високих способности
Посебно су изграђене за експерименталне сврхе или обарање рекорда. У њих спадају и акробатске ј. са ојачаном конструкцијом, за извођење комплексних летних фигура.

### Транспортне једрилице
Обично су великих димензија и носивости. У току Другог свјетског рата кориштене су за транспорт војника и ратног материјала, углавном од САД и Велике Британије. Њемачки транспортни авион Ме-323 Гигант је првобитно био транспортна једрилица, а касније су додати мотори.

### Хидроједрилице
Имају пловке за слијетање на водене површине. Ријетко се граде, због веће тежине и посебних услова кориштења. Помоћни крилни пловци још отежавају летење.

### Моторне једрилице
Представљају прелаз између авиона и обичне једрилице, са помоћним мотором који је у погону у неким режимима лета. Мотор има малу потрошњу горива, па су могући дуги останци у ваздуху.

## Полијетање једрилица
Увијек се врши супротно од смјера вјетра, ради краћег залета.
- Полијетање помоћу гуменог ужета - врши се са врха брда или погодне падине.
- Полијетање помоћу аутомобила - аутомобил челичним ужетом вуче ј. до полета.
- Полијетање помоћу аутовитла - пријеносно непокретно моторно витло намотава уже везано са једрилицом. Врло чест метод.

Хидроједрилице полијећу вучом чамцем или хидроавионом.
Вуча авионом (авио-запрега) се исто примјењује. Вуча неколико једрилица истим авионом изводи се ужима разних дужина због опасности од судара.